# صاریغ باریک‌اندام شکم‌قرمز
صاریغ باریک‌اندام شکم‌قرمز (نام علمی: Cryptonanus ignitus) نام یک گونه از سرده نهان‌کوتوله‌ها است.